# Wolfgang-Staudte-Preis
Der Wolfgang-Staudte-Preis wurde zum Andenken an Wolfgang Staudte im Rahmen der Internationalen Filmfestspiele Berlin erstmals 1990 für einen Film des Internationalen Forums des jungen Films (bester Debütfilm) verliehen. Die letzte Verleihung war im Jahr 2006, ab 2007 ging dieser Preis in der Sektion Bester Erstlingsfilm auf.

## Preisträger
- 1990: Freiheit ist ein Paradies (S.E.R. – Swoboda eto rai) – Regie: Sergei Wladimirowitsch Bodrow
- 1991: Kikuchi – Regie: Kenchi Iwamoto
- 1992: The Hours and Times – Regie: Christopher Münch
- 1993: Laws of Gravity – Regie: Nick Gomez
- 1994: Handflächen (Ladoni) – Regie: Artour Aristakisian
- 1995: Double Happiness – Regie: Mina Shum
- 1996: Okaeri – Willkommen zu Hause (Okaeri) – Regie: Makoto Shinozaki
- 1997: Der Sertao der Erinnerungen (O Sertão das Memórias) – Regie: José Araújo
- 1998: Xiao Wu – Regie: Jia Zhangke
- 1999: The Cruise – Regie: Bennett Miller
- 2000: Marschall Titos Geist (Maršal) – Regie: Vinko Brešan
- 2001: Love/Juice – Regie: Kaze Shindô
- 2002: Wesh, wesh – was geht hier ab? (Wesh wesh, qu'est-ce qui se passe?) – Regie: Rabah Ameur-Zaïmeche
- 2003: Rengeteg – Regie: Benedek Fliegauf
- 2004: Final Solution – Regie: Rakesh Sharma
- 2005: Yan mo – Regie: Yifan Li
- 2006: Babooska – Regie: Tizza Covi, Rainer Frimmel